# Colonia Girasoles
Colonia Girasoles är en ort i Mexiko.   Den ligger i kommunen Yecapixtla och delstaten Morelos, i den sydöstra delen av landet, 70 km söder om huvudstaden Mexico City. Colonia Girasoles ligger 1 399 meter över havet och antalet invånare är 173.
Terrängen runt Colonia Girasoles är platt åt sydväst, men åt nordost är den kuperad. Runt Colonia Girasoles är det tätbefolkat, med 613 invånare per kvadratkilometer. Närmaste större samhälle är Cuautla Morelos, 4,7 km söder om Colonia Girasoles. Omgivningarna runt Colonia Girasoles är en mosaik av jordbruksmark och naturlig växtlighet.